# Суме (Параиба)
Суме (порт. Sumé) — муниципалитет в Бразилии, входит в штат Параиба. Составная часть мезорегиона Борборема. Входит в экономико-статистический микрорегион Карири-Осидентал. Население составляет 14 614 человек на 2006 год. Занимает площадь 838,058 км². Плотность населения — 17,4 чел./км².

## История
Город основан в 1903 году.

## Статистика
- Валовой внутренний продукт на 2003 год составляет 31 006 820,00 реалов (данные: Бразильский институт географии и статистики).
- Валовой внутренний продукт на душу населения на 2003 год составляет 2094,07 реалов (данные: Бразильский институт географии и статистики).
- Индекс развития человеческого потенциала на 2000 год составляет 0,658 (данные: Программа развития ООН).